# 全剧
《全剧》（英語：Total Drama）是一套由托德·考夫曼和乔伊·肖创作的加拿大动画喜剧系列，于2007年7月8日至2014年11月20日在Teletoon播出。该系列喜劇是根据2005年电视连续剧《Funpak》中播出的原版短片改编，短片原名为《The Total Drama-seasons》。